# Sbarro Oxalys
La Sbarro Oxalys è una vettura realizzata dal designer svizzero Franco Sbarro nel 1994.

## Sviluppo
Presentata presso il salone automobilistico di Ginevra del 1994, la Oxalys si presentava come una vettura sportiva in configurazione roadster a quattro posti.

## Tecnica
La carrozzeria è stata realizzata in materiale composito e i sedili posteriori venivano celati sotto una copertura finché non venivano utilizzati dai passeggeri. Gli interni erano realizzati in Alcantara. Come propulsore era impiegato un BMW V6 dalla potenza di 315 cv derivato da una BMW M5 e gestito da un cambio manuale a cinque rapporti. L'impianto frenante era costituito da quattro freni a disco derivati da una Porsche 911. I cerchi erano forniti dalla Antera ed erano avvolti da pneumatici Dunlop ZR 18.  